# Magdalenenstraße 27 (Darmstadt)
Das Haus Magdalenenstraße 27 ist ein Bauwerk in Darmstadt.

## Geschichte und Beschreibung
Das Vorderhaus auf dem Anwesen Magdalenenstraße 27 datiert auf das Jahr 1611; die Nebengebäude stammen aus dem 18. Jahrhundert.
Stilistisch gehört das Gebäude zur Renaissance.
Das Haus entstammt der ersten Bauphase der Alten Vorstadt.
Das Gebäudeensemble wurde nach dem Vorbild der fränkischen Hofreite erbaut.
Es ist die einzige, insgesamt erhaltene Gebäudegruppe in der Magdalenenstraße.  
Die formalen Vorschriften zur Fassadengestaltung in der Alten Vorstadt sind bei dem breiten zweigeschossigen Vorderhaus bei der Ausführung des Renaissance-Giebels erkennbar.
Der Giebel sitzt als Zwerchhaus auf dem traufständigen Vorderhaus.  
Die Anordnung der Sprossenfenster richtet sich nach der ursprünglichen Raumaufteilung.
Die seitliche, nicht überbaute Tordurchfahrt existiert noch.
Die verputzten Gebäude besitzen ein steiles biberschwanzgedecktes Dach.
In den Jahren 1991 bis 1993 wurde die Hofreite saniert.
In einem Raum wurde die originale Farbfassung restauriert.

## Denkmalschutz
Das Gebäudeensemble Magdalenenstraße 27 ist ein typisches Beispiel für den Renaissancebaustil in Darmstadt.
Aus architektonischen und stadtgeschichtlichen Gründen gilt das Gebäude als Kulturdenkmal.

## Das GebäudeensembleMagdalenenstraße 27heute
Heute beherbergt das Gebäudeensemble das Sportwissenschaftliche Institut der Technischen Universität Darmstadt.